# احضار (المسيمير)

تعديل مصدري - تعديل

احضار هي إحدى قرى عزلة المسيمير بمديرية المسيمير التابعة لمحافظة لحج، بلغ تعداد سكانها 114 نسمة حسب تعداد اليمن لعام 2004.